# نشان پرچم آذربایجان
نشان پرچم آذربایجان (ترکی آذربایجانی: Azərbaycan Bayrağı Ordeni) یکی از مدال‌های جمهوری آذربایجان است که از سوی رئیس‌جمهور این کشور اهدا می‌شود.

## تاریخچه و امتیاز
نشان پرچم آذربایجان از جمله چندین مدالی بود که برای بررسی ایجادشان به ابوالفضل ایلچی‌بیگ، رئیس‌جمهور وقت آذربایجان، پیشنهاد داده شده‌بود. این نشان به فرمان شماره ۷۵۶ حیدر علی‌اف، رئیس‌جمهور بعدی آذربایجان به تاریخ ۶ دسامبر سال ۱۹۹۳، تأسیس و توسط مجلس ملی این کشور منعقد شد. نشان پرچم آذربایجان به شهروندان و غیرشهروندان جمهوری آذربایجان و نیز اجنبیان در پاس خدمات ذیلشان اعطاء می‌شود:
- مشارکت‌های طولانی مدت در احیای استقلال آذربایجان
- مشارکت‌های ویژه ای در توسعه اجتماعی و سیاسی
- مشارکت‌های برجسته در علوم نظامی و توسعه تجهیزات نظامی
- اقدامات برجسته در دفاع از تمامیت ارضی جمهوری آذربایجان
- خدمات برجسته در حفظ نظم عمومی کشور
- حفاظت از مرزهای کشور و خدمات برجسته نظامی[۲]

این نشان در سمت چپ سینه نصب می‌شود. اگر فرد دریافت کننده نشان‌های دیگری داشته باشد، مدال پرچم آذربایجان بعد از نشان شاه اسماعیل نصب می‌شود.

## دریافت کنندگان
- ذاکر قارالوف، دادستان کل سابق جمهوری آذربایجان[۳]
- کمال‌الدین حیدروف، وزیر حوادث غیرمترقبه آذربایجان[۴]
- افسران نیروهای مسلح جمهوری آذربایجان[۵]
- افسران وزارت امنیت ملی جمهوری آذربایجان[۶]
- ایباد حسینوف، قهرمان ملی آذربایجان[۷]
- رامیل اوسوب‌اف، وزیر اسبق کشور آذربایجان[۸]
- الدار محمودوف، وزیر سابق امنیت ملی آذربایجان
- شاهین سلطانوف، فرمانده نیروی دریایی آذربایجان[۹]